# 秀蒲拉西
秀蒲拉西（Thiounn Prasith，1930年2月3日—2023年6月2日）柬埔寨政治家、外交官。民主柬埔寨及红色高棉领导人之一。
秀蒲拉西是秀臣与秀木的弟弟。他在巴黎留学期间加入柬埔寨共产党。1970年，出任柬埔寨王国民族团结政府的争取民族解放力量协调大臣。1975年红色高棉夺取政权后回柬埔寨，任柬埔寨民族统一阵线中央政治局委员候补委员。民主柬埔寨时期以外交官身份活跃。1979年担任民主柬埔寨驻联合国大使。1991年改任副大使。1993年退休，此后居住在美国纽约。不过，作为前红色高棉官员之一，他在美国不受欢迎，美国国务院曾于1995年宣称要将他驱逐出境。2001年移居法国。2023年6月2日，秀蒲拉西病死于法国巴黎。